# Ceraticelus bulbosus
Ceraticelus bulbosus là một loài nhện trong họ Linyphiidae.
Loài này thuộc chi Ceraticelus. Ceraticelus bulbosus được James Henry Emerton miêu tả năm 1882.